# Haag (Wiesenttal)

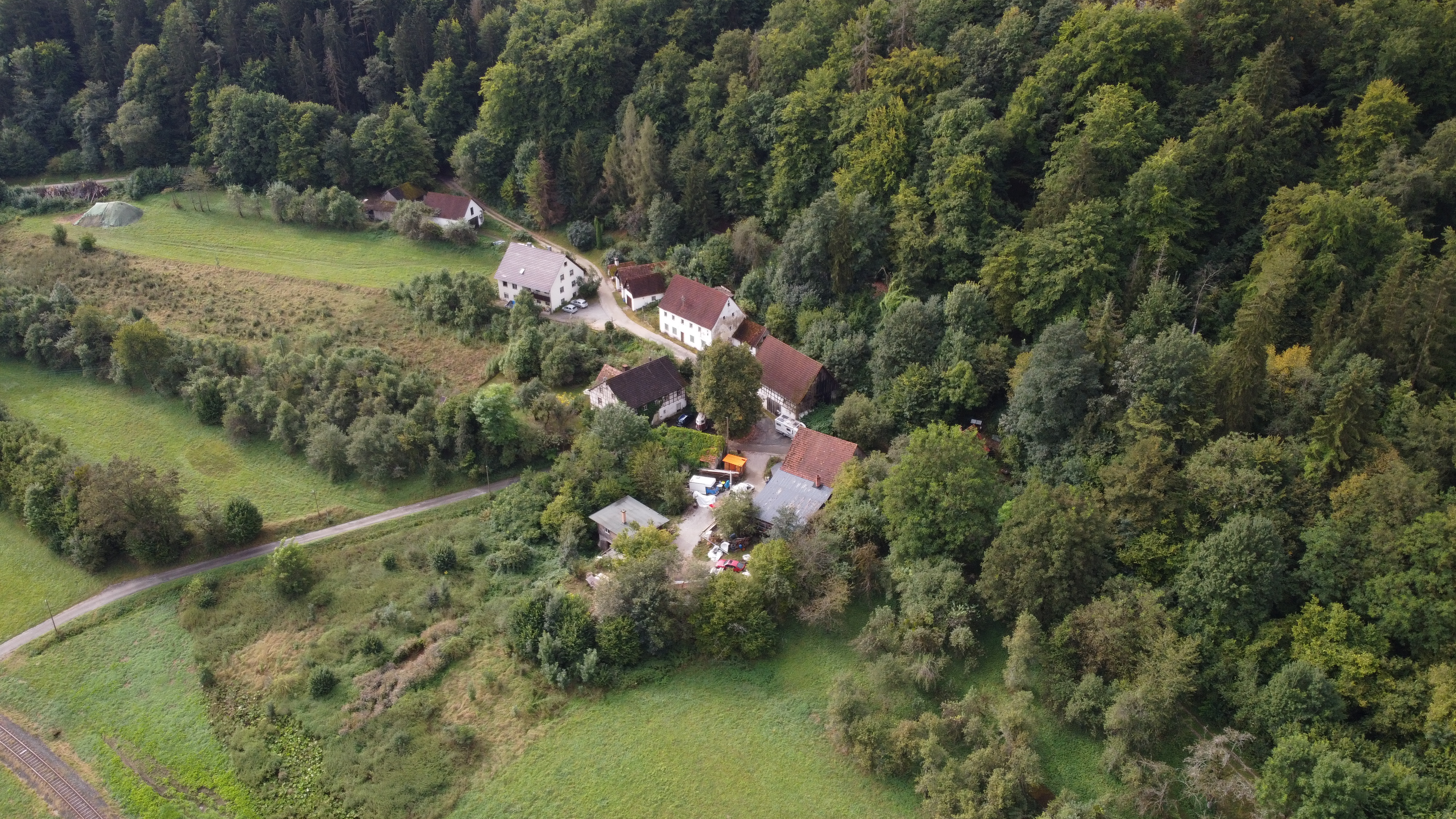
Luftbild von Haag aus nördlicher Richtung

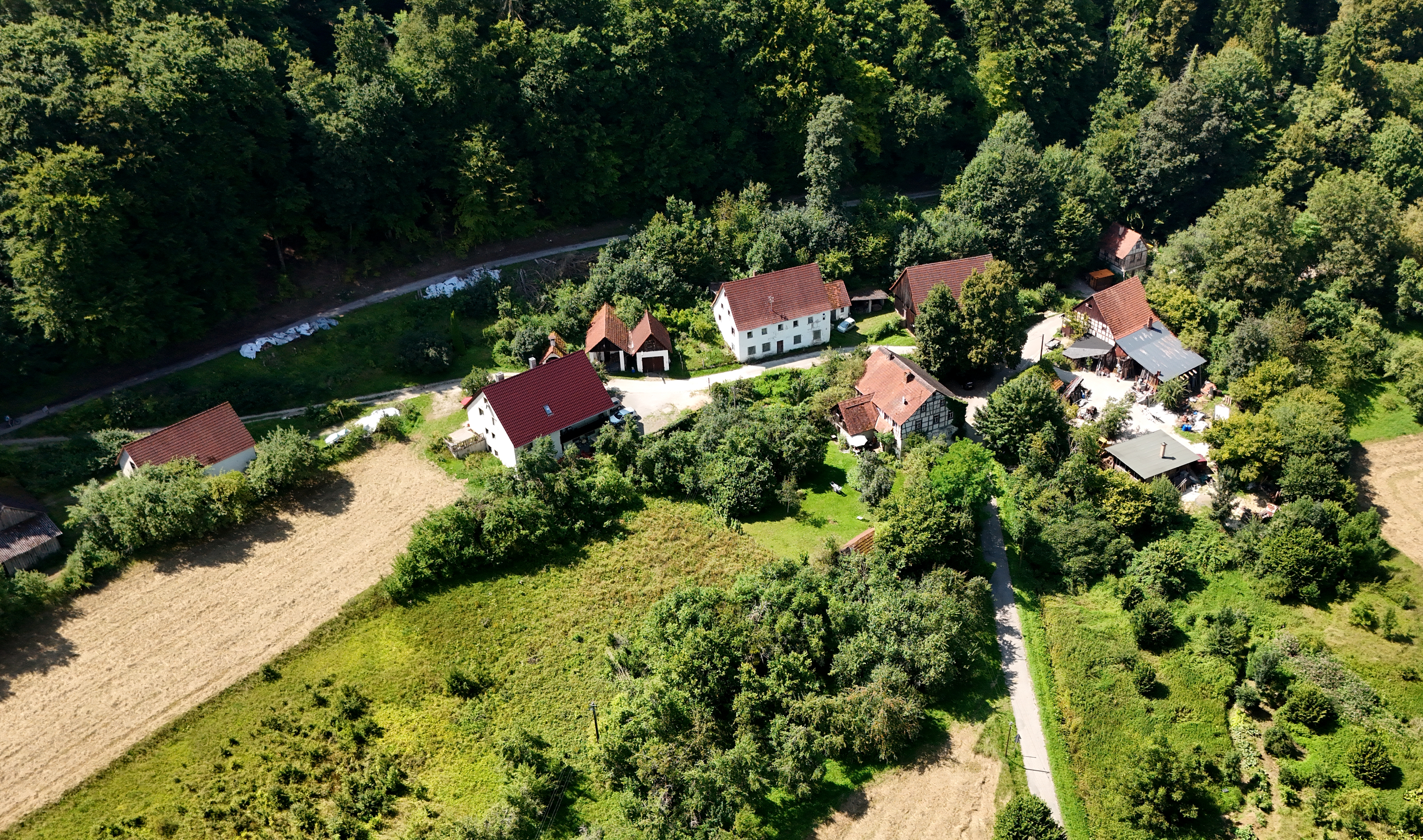
Luftbild von Haag aus östlicher Richtung

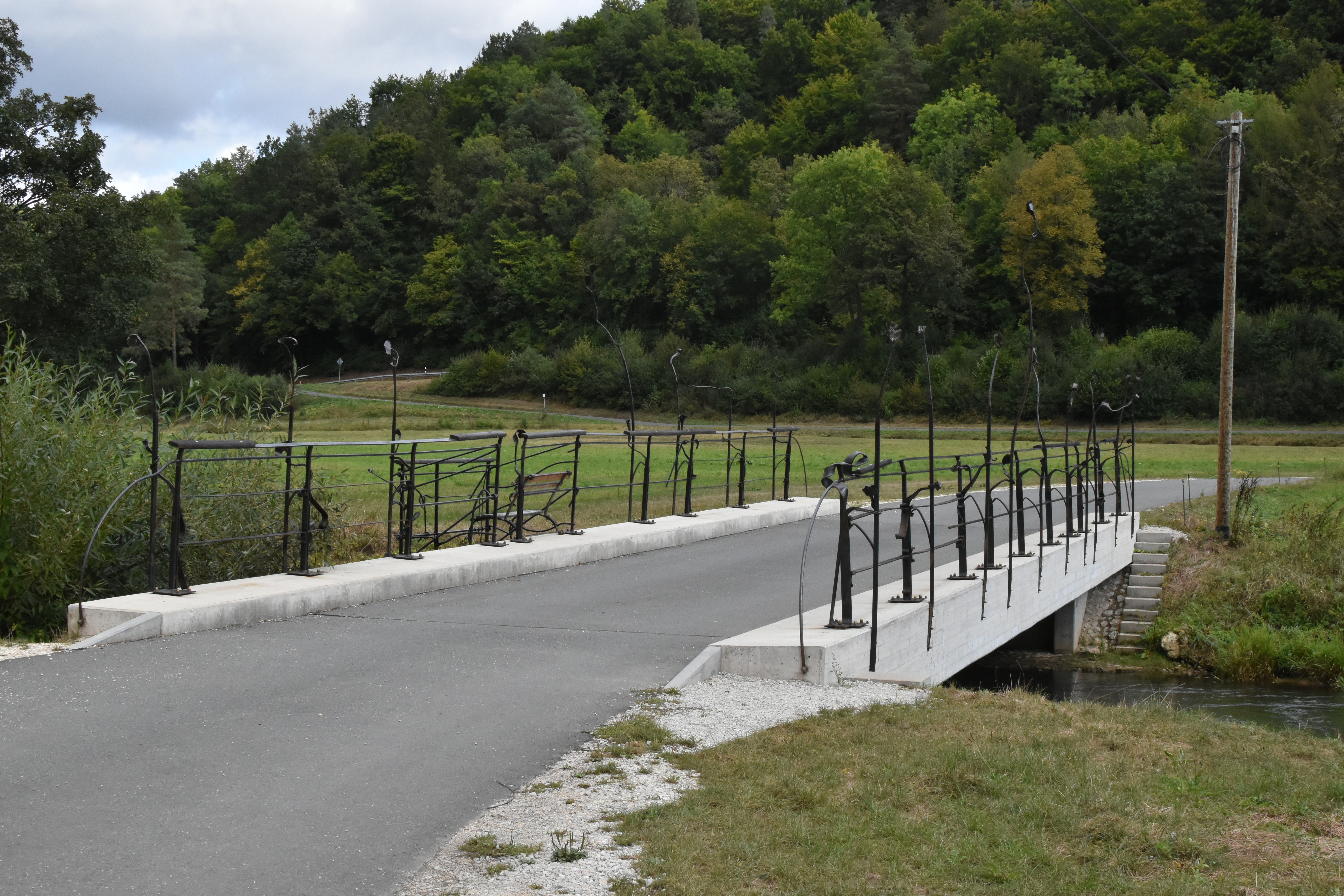
Brücke über die Wiesent bei Haag. Das Brückengeländer wurde vom Schmied Hubert Hunstein aus Haag entworfen und gefertigt.

Haag ([ˈhaːk] ⓘ) ist ein Gemeindeteil des Marktes Wiesenttal im Landkreis Forchheim (Oberfranken, Bayern).

## Geographie und Verkehrsanbindung
Die Einöde Haag liegt im mittleren Bereich des Marktes Wiesenttal. Unweit östlich verläuft die B 470 und fließt die Wiesent; unweit westlich liegt die Neideck-Grotte.

## Baudenkmäler
In der Liste der Baudenkmäler in Wiesenttal ist für Haag ein Bauernhaus (Haag 1) als Baudenkmal aufgeführt: Der zweigeschossige Satteldachbau aus dem 18./dem frühen 19. Jahrhundert ist im Erdgeschoss massiv, das Obergeschoss ist aus Fachwerk errichtet. Das massive Backhäuschen, das ein Satteldach trägt, stammt aus dem 19. Jahrhundert. 
Schmiedeeisernes Brückengeländer vom Schmied Hubert Hunstein aus Haag.  